# Troglodytes sissonii
Troglodytes sissonii là một loài chim trong họ Troglodytidae.